# Heckler & Koch MG4
Heckler & Koch MG4 hay HK MG4 là loại súng máy hạng nhẹ sử dụng loại đạn 5.56x45mm NATO với cơ cấu nạp dây đạn được chế tạo bởi công ty Heckler & Koch của Đức. Loại súng này được phát triển vào cuối những năm 1990 và được trưng bày trước công chúng vào tháng 9 năm 2001. Nó được chọn để thay thế khẩu súng máy đa chức năng Rheinmetall MG 3 sử dụng loại đạn 7.62x51mm NATO trong lực lượng Bundeswehr như một loại súng hỗ trợ đội hình, nó sẽ hoàn toàn thay thế MG 3 trong mọi tình huống. Khẩu MG4 này cũng là vũ khí phụ cho các chiếc thiết giáp chống bộ binh Puma (IFV). Về tổng thể nó là một thiết kế nhẹ, an toàn tối đa cho xạ thủ và đáng tin cậy trong mọi điều kiện bất lợi cùng khả năng sử dụng được nhiều loại đạn của các nhà sản xuất khác nhau mà không cần phải thay hệ thống trích khí khi sử dụng. Nó được biết đến với tên MG43 trước khi được Bundeswehr duyệt.

## Thiết kế
MG4 sử dụng hệ thống làm mát bằng không khí, dây đạn, hệ thống trích khí cũng như bolt khóa viên đạn vào đúng vị trí nó khá giống với khẩu FN Minimi của Bỉ. Chỉ có chế độ bắn tự động. MG4 có hệ thống an toàn giúp cố định cò súng và bolt, không cho kim điểm hỏa hoạt động. Khi bolt không hoàn toàn được kéo lùi về phía sau một hệ thống rời sẽ tự động khóa ngăn không cho bolt chuyển động ngược trở lại lên phía trước. Ngoài ra kim điểm hỏa sẽ không thể kích hoạt chạm vào viên đạn nếu như nó chưa nằm đúng vị trí trong khoang chứa đạn.
Nòng súng được làm bằng cách rèn và tiện, nó có thể tháo một cách an toàn khi trở nên quá nóng mà không cần găng tay, nòng súng có thể tháo lắp một cách dễ dàng. Để giảm chiều tổng thể của khẩu súng để dễ dàng vận chuyển báng súng được thiết kế có thể gấp về phía tay trái. Cho dù báng súng vẫn gấp sang một bên thì MG4 vẫn có thể tác chiến một cách hiệu quả. Các dụng cụ làm sạch được cất trong báng súng.
MG4 có chân chống chữ V có thể gấp gắn sẵn vào nó. Nó có hỗ trợ các loại chân chống khác nhau như bệ chống ba chân M112A1 tiêu chuẩn của Hoa Kỳ để tăng độ chính xác và độ ổn định.
Hệ thống nhắm của MG4 tiêu chuẩn là điểm ruồi và thước ngắm có tầm nhắm hiệu quả khoảng 100 đến 1.000 m. Ống nhắm, hệ thống nhìn trong đêm, hay ngắn bằng laser có thể gắn vào hệ thống thay răng MIL-STD-1913 phía trên thân súng. Các mẫu của lực lượng Bundeswehr thường được gắn ống nhắm 3X.